# Palasport Tazzoli
Il palasport Tazzoli è una struttura sportiva polivalente per gli sport del ghiaccio, che si trova a Torino, nel quartiere Mirafiori Nord (zona Sud-Ovest della città), vicino alle storiche officine della Fiat Mirafiori; è stato ricostruito - sul sito che ospitava una pista all'aperto - per i XX Giochi olimpici invernali.
Le dimensioni del campo di gara principale sono di 30 x 60 metri, il che consente di disputare competizioni ufficiali di hockey su ghiaccio (vi giocano le squadre maschile e femminile del Real Torino HC e la squadra dell'HC Torino Bulls) e di Ice sledge hockey (con i Tori Seduti Torino). È presente anche una seconda pista raggiungibile attraverso un tunnel sotterraneo
L'impianto stato utilizzato anche in occasione delle Universiadi invernali di Torino 2007 ed attualmente viene utilizzato dalle società iscritte alla Federazione Italiana Sport del Ghiaccio della Regione Piemonte e dalle loro squadre agonistiche che competono nelle discipline dell'hockey, del pattinaggio di figura, del pattinaggio di velocità e short track e del curling.
Venne progettato nel 2002, in vista di Torino 2006, dall'architetto bolzanino Claudio Lucchin, Cesare Roluti, assieme allo studio De Ferrari e allo studio Lee (che hanno progettato anche il palaghiaccio olimpico di Torre Pellice). Fu poi realizzato tra il 2003 ed il 2005.
Il 12 e 13 gennaio 2013 si è svolta la "final four" Coppa Italia di Hockey su ghiaccio vinta dal Hockey Club Valpellice.
Tra gli atleti che hanno calcato la pista del Tazzoli, la medaglia d'argento olimpica di short track Fabio Carta.